# Rosemary Biggs
Rosemary Biggs   (Londres, 21 d'abril de 1912 - 29 de juny de 2001) fou una botànica i hematòloga anglesa. Va treballar estretament amb Robert Gwyn Macfarlane a l'hospital Radcliffe Infirmary i al Churchill d'Oxford, on va estudiar els trastorns de la coagulació, particularment l'hemofília.

## Primers anys i educació
Rosemary Biggs va néixer el 21 d'abril de 1912 a Londres, filla del matrimoni entre Edgar Biggs, un orfebre, i la seva dona Ethel.Rosemary desitjava estudiar medicina, però els seus pares no van aprovar la seva elecció, de manera que, com a compromís, va estudiar botànica, i va obtenir una llicenciatura per la Universitat de Londres el 1934 i més tard un doctorat en micologia per la Universitat de Toronto. Amb el començament de la Segona Guerra Mundial, va tornar a Londres i es va inscriure a la London School of Medicine for Women; s'hi va graduar amb un MBBS el 1943.

## Carrera
El 1944, després d'ocupar càrrecs menors en hospitals de Londres, Biggs es va traslladar a Oxford, on es va incorporar al departament de patologia del Radcliffe Infirmary com a assistent de postgrau. Inicialment va estudiar la síndrome d'aixafament i la variabilitat en proves hematològiques, sota la tutoria de Robert Gwyn Macfarlane. Després, va investigar la formació i la descomposició de coàguls de sang (coagulació i fibrinòlisi), i va obtenir un MD i una medalla d'or de la Universitat de Londres amb la seva tesi sobre l'enzim de coagulació protrombina el 1949.El 1952, va dissenyar una nova prova, la prova de generació de tromboplastina, per detectar defectes en la sang de persones amb hemofília.El mateix any, el grup de Biggs i Macfarlanevan descobrir un enzim de coagulació desconegut, el factor IX, que originalment van anomenar factor Christmas També van encunyar el terme malaltia de Christmas (ara coneguda com a hemofília B) per a pacients amb deficiències del factor IX, a diferència de l'hemofília clàssica (ara coneguda com a hemofília A), en la qual hi ha una deficiència de factor VIII. El nou factor i la malaltia van rebre el seu nom de Stephen Christmas, el primer pacient que el grup d'Oxford va descobrir que tenia deficiència del factor IX.
Biggs i Macfarlane van publicar el llibre de text Human Blood Coagulation and its Disordersel 1953 i van redactar les primeres pautes al Regne Unit per al tractament de l'hemofília el 1955. La seva proposta d'un centre nacional de l'hemofília que acollís departaments per al tractament, la investigació i el fraccionament del plasma sanguini, va ser aprovada pel Departament de Salut del Regne Unit el 1964; en aquell moment, tres quartes parts de tots els pacients coneguts a Anglaterra i Gal·les amb hemofília severa van ser tractats a Oxford.Després de la jubilació de Macfarlane el 1967, Biggs fou posada al capdavant del Laboratori d'Investigació de Coagulació de la Sang del Medical Research Council, a Oxford. El Centre d'Hemofília d'Oxford es va obrir el 1968 a l'Hospital Churchill, i va ser dirigit per Biggs des de la seva fundació fins a la seva jubilació el 1977.
Biggs va rebre el Premi de la Fundació James F. Mitchell per la Investigació Vascular i del Cor el 1971 i el Premi Macfarlane de la Societat d'Hemofília el 1978.Fou elegida Membre del Reial Col·legi de Metges de Londresel 1974. Va ser membre fundador de la Societat Britànica d'Hematologia i de la Societat Internacional de Trombosi i Hemostàsia,i fou editora del British Journal of Haematology i el Journal of Thrombosis and Haemostasis.

## Darrers anys
Biggs es va retirar el 1977 i posteriorment va viure a Little Comberton, Worcestershire, amb la seva filla adoptiva. Va morir el 29 de juny de 2001.